# حبيل العراعر (القبيطة)

تعديل مصدري - تعديل

حبيل العراعر هي إحدى قرى عزلة كرش بمديرية القبيطة التابعة لمحافظة لحج، بلغ تعداد سكانها 155 نسمة حسب تعداد اليمن لعام 2004.